# Guiot de Dijon
Guiot de Dijon (Guyot de Dijon)  est un trouvère bourguignon du début du XIIIe siècle.
On ne sait presque rien de la vie de ce poète : sa chanson Bien doit chanter est dotée d'un envoi à Érard de Chacenay, ce qui indique qu'il était sans doute un protégé de cette famille seigneuriale de Champagne méridionale. Il serait l'auteur de la "Chanson d'Outrée" devenu le chant des croisés.

## Lise des chansons
Selon l'édition en ligne du Grove Dictionary of Music and Musicians, Guiot était "techniquement fluide [et] utilisant avec succès une grande variété de structures poétiques, [mais] étant rarement imaginatif".
Dans seulement deux cas, l'attribution d'une chanson à Guiot est corroborée par une seconde source. Habituellement, une attribution dans une source unique est contredite par d'autres attributions dans d'autres sources. Les attributions d'au moins deux chansons sans attributions concurrentes ont été mises en doute par les érudits modernes : Chanter m'estuet pour la plus bele et Chanterai por mon corage .
Quatre de ses chansons (Amours m'a si enseignié, Quant je plus voi felon rire, Joie ne guerredon et Quant li dous estés) ont deux mélodies distinctes selon le chansonnier et il n'est pas possible de déterminer si l'une ou l'autre est une composition de Guiot.
À noter une adaptation tardive de Quant je plus qui est de composition de travers (en) et à notation mesurée.
D'une manière générale, les mélodies de Guiot sont généralement de forme AAB, se terminant toutes sur la même note et ayant une tessiture commune.
Il a probablement composé Chanter m'estuet, coment que me destraigne d'après la chanson occitane Si be·m sui loing et entre gent estraigna du troubadour Peirol.
La chanson Penser ne doit vilanie qu'on lui attribue a servi de modèle à la chanson anonyme De penser in vilanie.

### Généralement attribué
Les manuscrits médiévaux (notamment le Chansonnier de Berne et le Chansonnier du roi) lui attribuent vingt-trois chansons. Huit sont considérées comme authentiques :
- Amours m'a si enseignié
- Bien doi chanter quant fin Amour m'enseigne (pas de musique)
- Chanter m'estuet, coment que me destraigne
- Chanter m'estuet pour la plus bele (pas de musique)
- Chanterai por mon corage (uniquement dans le Chansonnier Cangé)
- Helas, qu'ai forfait à la gent
- Li dous dizaines noviaus qui revient (pas de musique)
- Quant je plus voi felon rire

### Attribution incertaine
Sept autres chansons ont une attribution plus incertaine :
- A l'entrée dou douz commencement
- De moi douloureus vos chant
- Joie ne guerredon d'amours
- Penser ne doit vilanie
- Quant li dous estés définir
- Quant à la fleur botoner (pas de musique)
- Uns maus k'ainc mes ne senti

### Chanson d'outrée
Chanterai por mon corage, également appelée Chanson d'outrée, est la chanson la plus populaire de Guiot. C'est un chant de croisade, un rotrouenge (chœur), en vers de sept pieds, construit d'une manière très subtile.
La chanson met en scène une jeune femme, pleine de frayeur pour le départ en pèlerinage de son bien-aimé, et dont la famille pense déjà à la marier à un autre. Guiot y introduit une évocation sensuelle et brûlante avec le thème de la chemise donnée comme dernier morceau d'amour. Le quatrième couplet est une adaptation presque littérale de la première strophe d'un canso du troubadour Bernart de Ventadour, visiblement perçu comme le référent littéraire de la passion amoureuse.
À noter que cette chanson fait partie de la bande originale du film Kingdom of Heaven de Ridley Scott.

## Éditions
- Les Chansons attribuées à Guiot de Dijon et à Jocelin, Élisabeth Nissen, Champion , 1929
- Poèmes d'amour des xiie et xiiie siècles, édition bilingue, trad. Emmanuèle Baumgartner et Françoise Ferrand, Union générale d'édition, coll. « 10-18 », 1983  — Guiot de Dijon, p. 248-252
- Anthologie de la poésie lyrique française des xiie et xiiie siècles, édition bilingue, trad. Jean Dufournet, Gallimard, coll. « Poésie », 1989  — Guiot de Dijon, p. 196-199
- Les chansons de croisade, éd. Joseph Bédier et P. Aubry, Paris, 1909, p. 107-117
- Guiot de Dijon, Canzoni. Ed. Maria Sofia Lannutti, Firenze, SISMEL–Edizioni del Galluzzo, 1999 (édition critique des quinze chansons avec leur mélodie).

## Pour approfondir
- Chanterai por mon corage (Wikisource)